# 佩氏肥腹蛛
佩氏肥腹蛛（学名：Steatoda paykulliana）为球蛛科肥腹蛛属的动物。分布于西南亚、南欧、非洲以及中国大陆的新疆等地，多栖息于石下或石缝间。